# 小行星99262
小行星99262（99262 Bleustein）是一颗绕太阳运转的小行星，为主小行星带小行星。该小行星于2001年7月20日发现。
該小行星以法國企業家馬塞爾·布勒斯坦-布朗謝命名。

## 轨道参数
小行星99262的轨道半长轴为3.0944832 UA，离心率为0.079。